# Усохи (Быховский район)
Усохи (бел. Усохі, ранее - Усох) — деревня в составе Краснослободского сельсовета Быховского района Могилёвской области Республики Беларусь. Расположена в 19 км к юго-востоку от районного центра и железнодорожной станции Быхов, в 65 км от Могилёва. На севере протекает река Трасна, на востоке расположена система мелиоративных каналов. Транспортное сообщение осуществляется по местной дороге, связанной с шоссе Санкт-Петербург — Одесса. По данным 2007 года, в деревне насчитывалось 33 хозяйства и проживало 64 человека.

## История
Деревня известна с XVI века. В 1598 году упоминается как село в составе имения Новый Быхов Оршанского повета, находившееся в шляхетской собственности. В 1742 году в деревне было 20 дворов, она входила в состав Быховского графства. К 1758 году насчитывалось 28 дворов и 70 жителей мужского пола. В 1784 году деревня включала 81 двор и 324 жителя.
В 1858 году численность мужского населения составляла 112 человек, в деревне действовал питейный дом. По данным 1880 года, в Усохах было 63 двора и проживало 303 человека. Часть жителей занималась портняжным ремеслом. Согласно переписи 1897 года, в деревне было 74 двора и 482 жителя. В составе Боханской волости Быховского уезда в деревне функционировали хлебозапасный магазин, школа грамоты и питейный дом.
В марте 1905 года (5, 10, 12 и 14 числа) местные жители произвели вырубку леса на помещичьих угодьях, вывезя его на 130 подводах. В 1909 году в деревне насчитывалось 63 двора и 376 жителей. К 1920 году в Усохах было 79 дворов и 397 жителей, а в распоряжении деревни находилось 29 десятин пахотной земли. В 1924 году в специально приобретённом жителями доме была открыта трудовая школа первой ступени, где в 1925 году обучалось 56 учеников. В 1926 году в деревне было 97 дворов и 466 жителей. 10 марта 1931 года был организован колхоз «Красноармеец», объединивший 27 хозяйств с 167 гектарами пахотной земли к 1932 году. В 1940 году в деревне насчитывалось 168 дворов и 370 жителей.
Во время Великой Отечественной войны деревня находилась под оккупацией немецких войск с июля 1941 года до апреля 1944 года. В октябре 1943 года войска Гитлера сожгли деревню (103 двора) и убили 53 жителя. После войны деревня была восстановлена.
В 1982 году в Усохах было 99 хозяйств и проживало 188 человек. Деревня входила в состав колхоза имени Валериана Куйбышева, административный центр которого находился в деревне Никановичи.
По данным 2007 года, в деревне насчитывалось 33 хозяйства и проживало 64 человека.

## География
Расположена в 19 км к юго-востоку от районного центра и железнодорожной станции Быхов, в 65 км от Могилёва. На севере протекает река Трасна, на востоке расположена система мелиоративных каналов. Транспортное сообщение осуществляется по местной дороге, связанной с шоссе Санкт-Петербург — Одесса.

## Застройка
Жилая застройка ориентирована вдоль улицы с криволинейной трассой, направленной с севера на юг. Застройка состоит из индивидуальных деревянных домов с приусадебными участками. На южной окраине расположена улица с современными типовыми кирпичными жилыми домами. На северной и южной окраинах размещен производственный сектор.